# Christoph Rist

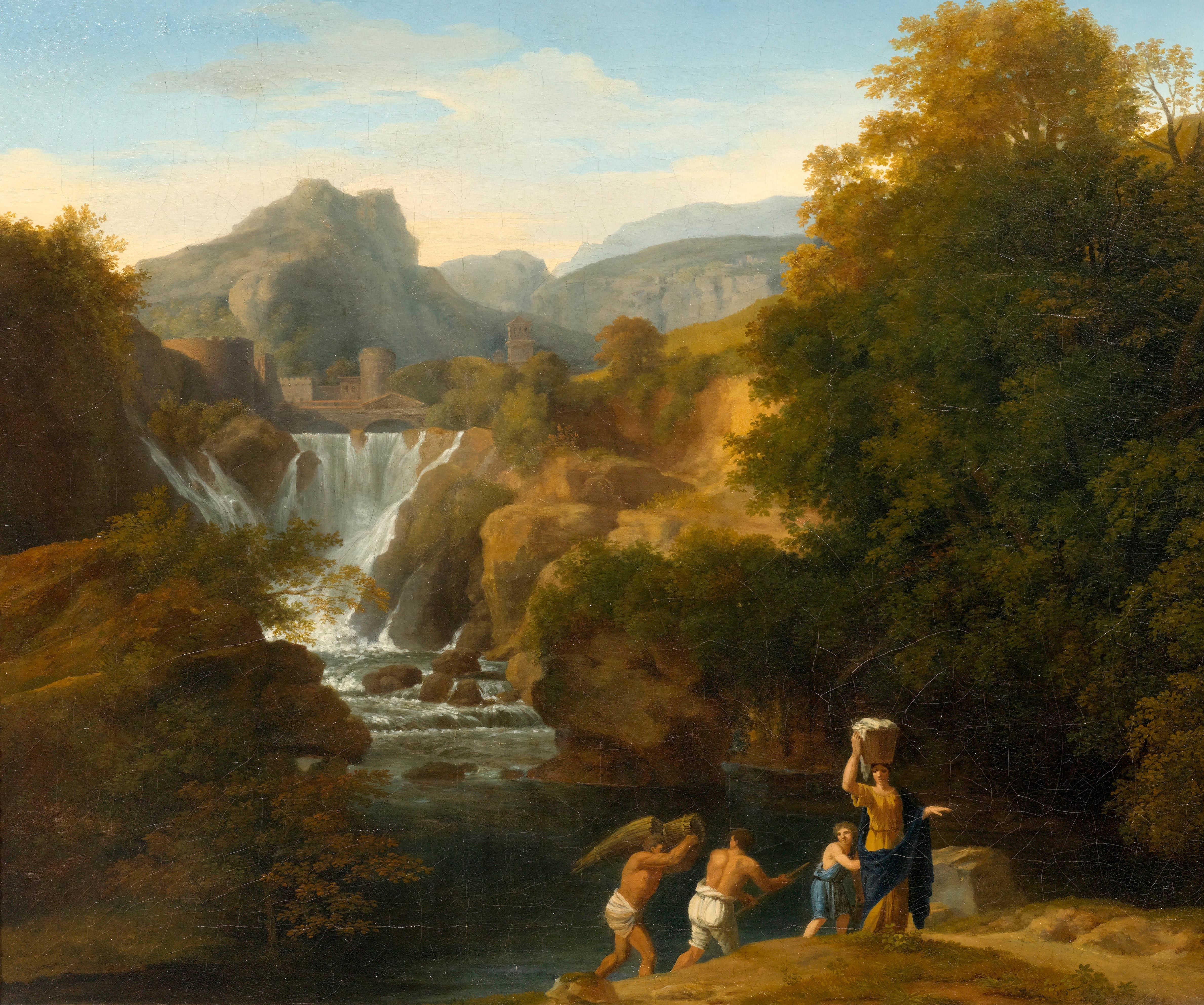
Figuren in einer mediterranen Berglandschaft mit Wasserfall

Johann Christoph Rist (* 17. März 1790 in Stuttgart; † 15. Mai 1876 in Augsburg) war ein deutscher Landschaftsmaler, Radierer und Aquarellist.
Christoph Rist studierte an der Akademie der Bildenden Künste Wien. 1816 wurde er mit dem Preis der Akademie ausgezeichnet. 1823 erhielt er ein Stipendium der Akademie für einen Studienaufenthalt in Italien. 1824, nach dem Tode seines ebenfalls in Rom tätigen Bruders, des Kupferstechers Gottfried Rist, kehrte Christoph Rist nach Deutschland zurück und ließ sich in Augsburg nieder. Dort unterrichtete er in der Zeichenschule und wurde zu deren Vorstand gewählt.